# Kostel svaté Anny (Lubliniec)
Kostel svaté Anny (polsky: Kościół Świętej Anny) je dřevěný filiální kostel ve městě Lubliniec, Slezské vojvodství a náleží do diecéze glivické, je filiálním kostelem farnosti Svatého Mikuláše v Lublinci.
Dřevěný kostel je v seznamu kulturních památek Polska pod číslem 84/60 z 12. 3. 1960  a je součástí Stezky dřevěné architektury v Slezském vojvodství.

## Historie
Kostel nechal postavit v roce 1653 Andrzej Cellario. Opraven byl v roce 1754 a v letech 1999–2001.

## Architektura
Orientovaná stavba roubené konstrukce. Loď ukončena trojbokým kněžištěm, k lodi přistavěna roubená sakristie. Střecha je krytá šindelem, na hřebeni je sanktusník (šestiboká věžička s lucernou). Vnitřní vybavení je barokní

## Galerie

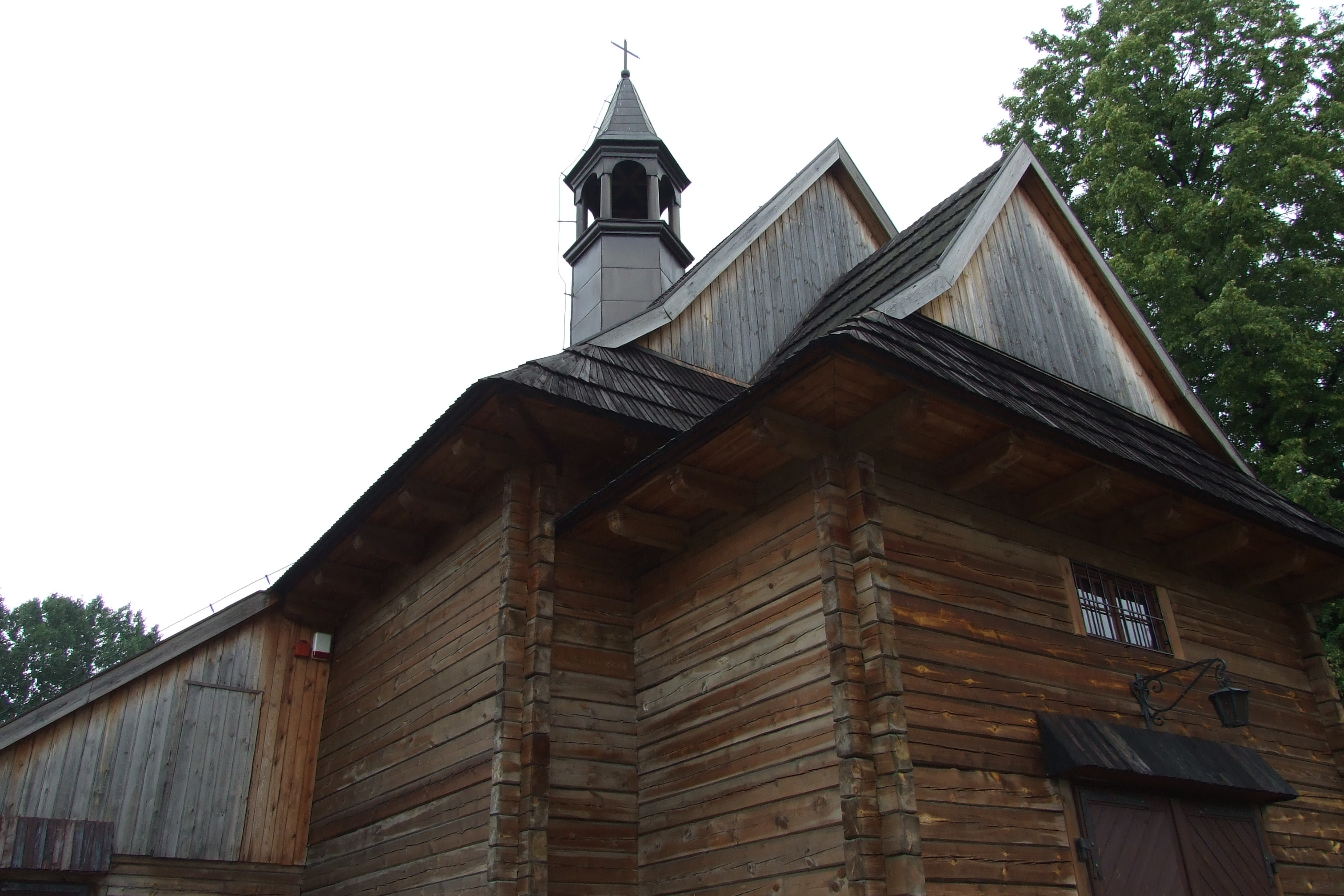
Západní průčelí
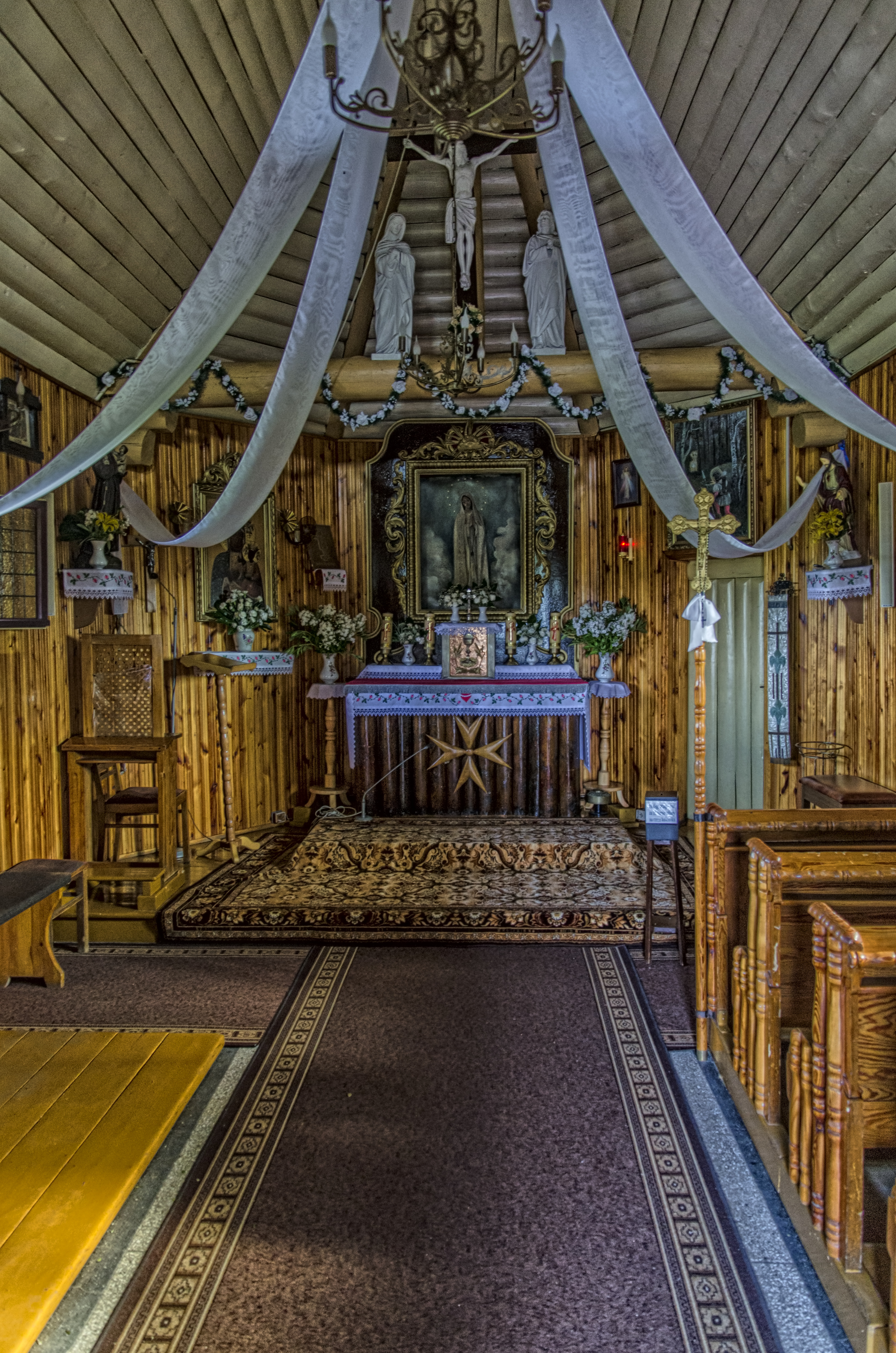
Interiér